# Idris priesneri
Idris priesneri är en stekelart som beskrevs av Lars Huggert 1981. Idris priesneri ingår i släktet Idris och familjen Scelionidae. Inga underarter finns listade i Catalogue of Life.